# Trận Thượng Cao
Trận Thượng Cao (giản thể: 上高会战; phồn thể: 上高會戰; bính âm: Shànggāo Huìzhàn), còn được gọi  Chiến dịch Kinkō (tiếng Nhật: 錦江作戦), là một trong 22 trận đánh lớn giữa Quân đội Cách mạng Quốc gia Trung Quốc và Lục quân Đế quốc Nhật Bản trong Chiến tranh Trung Nhật lần hai.

## Trận đánh
Ngày 14 tháng 3 năm 1941, Quân đoàn 11 của Nhật tấn công tổng hành dinh của Quân đoàn 19 Trung Quốc. Trận chiến ác liệt nổ ra, một loạt các trận giáp là cà xảy ra khi hai bên cố giành giật từng trận địa. Ngày 15 tháng 3, sau khi căn cứ bị mất vào tay người Nhật, không quân Trung Quốc được huy động phá hủy kho lương thực và đạn dược, việc này đã làm giảm nhuệ khí và giảm đà tấn công quân Nhật. Phía Trung Quốc tận dụng cơ hội này để củng cố các vị trí phòng thủ. Giờ đây phía Trung Quốc có được khoảng 100,000 lính, cố thủ trong các đường hào và boongke. Mặc dù chiếm được tổng hành dinh của Trung Quốc, những chỉ huy người Nhật vẫn quyết tâm đặt được chiến thắng toàn diện bằng việc tiêu diệt hoặc bắt sống tất cả các đơn vị Trung Quốc, và để thực hiện việc này nhất thiết phải phá vỡ phòng tuyến của người Trung Quốc.
Ngày 17, người Nhật tấn công phòng tuyến đầu tiên trong ba phòng tuyến của Trung Quốc, nhưng liên tiếp bị đẩy lùi bởi súng máy từ những hố cá nhân được chuẩn bị kỹ lưỡng. Người Nhật bị thiệt hại nặng trong ngày hôm đó, hôm sau họ tấn công sau khi mở đầu bằng màn khói che phủ. Quân Nhật cố gắng tiến đến phòng tuyến của Trung Quốc, và các cuộc cận chiến bằng tay không diễn ra ác liệt. Cả hai phía đều chịu tổn thất nặng nề, và kết quả là lính Nhật chọc thủng phòng tuyến đầu tiên này. Sau khi chiếm được vòng ngoài, chiến sự tạm lắng vì cả hai bên đều cần chăm sóc người bị thương. Trong lúc đó, người Nhật tăng thêm viện binh, và người Trung Quốc củng cố và tăng cường binh lính cho hai phòng tuyến bên trong.
Ngày 22 tháng 3, quân Nhật cho không quân không kích phòng tuyến Trung Quốc, gây ra tổn thất khoảng 100-200 lính bị chết hoặc bị thương. Sau đó, họ tấn công bằng xe tăng và xe bọc thép, theo sau là bộ binh. Quân Trung Quốc gây tổn thất nặng cho lực lượng xe bọc thép Nhật, phá hủy gần một nửa xe tăng và tiêu diệt số lính theo sau bằng vũ khí hạng nhẹ. Người Nhật buộc phải rút lui, và sau đó tấn công bằng khí độc. Tuy nhiên, phía Trung Quốc đã đề phòng việc này và đã bỏ lại phòng tuyến thứ hai để lùi về phòng tuyến cuối cùng, nhằm giảm thiểu thiệt hại do khí độc.
Ngày 24 tháng 3, quân Nhật tung ra một cuộc tấn công tổng lực, huy động toàn bộ số máy bay, xe tăng và bộ binh còn lại. Phía Trung Quốc dùng lựu pháo và súng máy giáng trả, và huy động cả máy bay để chiến đấu với máy bay Nhật. Tổn thất của cả hai phía đều nặng nề, khiến đây là ngày đẫm máu nhất của trận đánh. Người Nhật có ưu thế về xe tăng, kỹ năng của quân lính và vũ khí tốt hơn. Tuy nhiên, quân Trung quốc lại áp đảo về số lượng, do Tướng Zhu Xiang đã tăng cường vào giây phút cuối của trận đánh. Vào cuối ngày, phòng tuyến của Trung Quốc được giữ vững và cuộc tấn công của quân Nhật bị đẩy lùi. Sau khi đánh giá lại tình hình, những nhà chiến lược người Nhật kết luận rằng họ không thể chịu thêm tổn thất từ trận đánh bất phân thắng bại này và việc chiếm tổng hành dinh Trung Quốc là không quan trọng. Ngày 1 tháng 4, quân Nhật bắt đầu rút lui. Trong lúc vội vã, người Nhật đã để lại vũ khí và những lính bị thương, sau đó bị bắt bởi quân Trung Quốc. Đến ngày 19 tháng 4, cuộc thoái quân hoàn thành, cả hai bên đều trở lại vị trí ban đầu.
Trận đánh kết thúc với thắng lợi nghiêng về phía Trung Quốc, nhờ vào hậu cần tốt có thể duy trì tiếp vận vũ khí và quân nhu đều đặn. Chiến thắng cũng giúp củng cố sĩ khí cho quân đội và người dân.